# Jack Charlton
John Charlton, conegut com a Jack Charlton o Jackie Charlton, OBE (8 de maig de 1935 - Northumberland, 10 de juliol de 2020) fou un futbolista anglès de la dècada de 1960. Fou el germà gran de Bobby Charlton.
Fou internacional amb la selecció d'Anglaterra amb la qual participà en la Copa del Món de futbol de 1966. Defensà els colors de Leeds United FC entre 1950 i 1973.
Un cop retirat destacà com a entrenador, a clubs com Middlesbrough FC, Sheffield Wednesday FC, Newcastle United FC, però sobretot amb la selecció d'Irlanda, a la que classificà per primer cop en la seva història per a un Mundial de futbol el 1990.

## Palmarès

### Jugador
Leeds United
- Football League First Division: 1968-69
- Football League Second Division: 1963-64
- FA Cup: 1972
- Football League Cup: 1968
- FA Charity Shield: 1969
- Copa de Fires: 1968, 1971

Anglaterra
- British Home Championship: 1964-65, 1965-66, 1967-68, 1968-69
- Copa del Món de futbol: 1966

### Entrenador
Middlesbrough
- Football League Second Division: 1973-74
- Copa anglo-escocesa de futbol: 1976